# Калопеццати
Калопеццати (итал. Calopezzati) — коммуна в Италии, располагается в регионе Калабрия, подчиняется административному центру Козенца.
Население составляет 1207 человек, плотность населения составляет 55 чел./км². Занимает площадь 22 км². Почтовый индекс — 87060. Телефонный код — 0983.
Покровителем населённого пункта считается San Francesco.